# Lontung Jae II
Lontung Jae II is een bestuurslaag in het regentschap Tapanuli Utara van de provincie Noord-Sumatra, Indonesië. Lontung Jae II telt 758 inwoners (volkstelling 2010).